# Stará Myjava
Stará Myjava is een Slowaakse gemeente in de regio Trenčín, en maakt deel uit van het district Myjava.
Stará Myjava telt 737 inwoners.